# 边生鳞毛蕨
边生鳞毛蕨（学名：Dryopteris handeliana）为鳞毛蕨科鳞毛蕨属下的一个种。